# Мукерджи, Абани
Абани (Абони, Абанинатх) Троилокович (Трайлович) Мукерджи (бенг. মুখার্জি মুখার্জি, 3 июня 1891, Джабалпур, Британская Индия — 28 октября 1937, Москва, СССР) — индийский революционер и коммунист, сооснователь Коммунистической партии Индии, политик, индолог, политолог, экономист.

## Биография
Сын инженера. С юности был активным участником Индийского национально-освободительного движения. За участие в антибританской демонстрации в 1905 году был исключен из Calcutta High School. В том же году вступил в Индийскую национально-революционную партию. В 1906—1907 годах обучался ткачеству в Бенгальском техническом институте, откуда был исключён за политическую деятельность.
Работал помощником мастера по ткачеству на хлопчатобумажных фабриках и заводах в Индии, Японии (1910, 1915), на плантациях в Сингапуре (1917—1918), Индонезии (1918—1920).
В 1912 году был направлен в Германию для стажировки, где столкнулся с социалистами. Вернувшись в Калькутту, присоединился к революционному движению. В 1915 году был отправлен в Японию за оружием для революционеров. Согласно сообщениям британской разведки, был активным участником
Индо-германского антибританского заговора.
За революционную деятельность неоднократно подвергался преследованиям. В октябре 1915 — апреле 1917 годов был заключён в сингапурскую тюрьму Форт Каннинг, откуда совершил успешный побег. Отправился на Яву в Голландской Ост-Индии, где жил до конца 1919 года под именем Дар Шахир. На Яве вступил в контакт с индонезийскими и голландскими революционерами. Позже посетил Амстердам, где встретился с С. Ю. Рутгерсом, который рекомендовал его в качестве делегата на Второй конгресс Коммунистического Интернационала (1920) в Петрограде.
С 1920 года — член РКП(б). В 1920—1921 годах работал в Коминтерне. В 1922—1924 годах — на подпольной работе в Индии.
Вернувшись в СССР, в 1925—1929 годах учился в Институте красной профессуры.
С 1930 года — член президиума Всесоюзной научной ассоциации востоковедения при ЦИК СССР. В 1931 году был командирован институтом востоковедения АН СССР в Астрахань с целью выяснения характера связей между астраханскими калмыками и Индией в XVII—XVIII веках. По возвращении выступил на заседании кабинета с докладом о калмыцко-индийской торговле. Планами кабинета предусматривалось его участие в переводе санскритских источников по древней истории Индии.
С 1932 года работал заместителем председателя Ассоциации марксистов-востоковедов. Переехал в Ленинград, где был назначен заместителем заведующего Индо-тибетского кабинета института востоковедения АН СССР. В 1933 г. выбыл из состава института востоковедения АН СССР, задержавшись в «длительной командировке». Впоследствии жил в Москве. Работал профессором кафедры истории Московского института востоковедения и кафедры истории колониальных и зависимых стран МГУ.
Занимался переводами текстов из «Ригведы», «Махабхараты» и «Ману-смрити», а также надписей Ашоки для хрестоматии по древней истории.
Репрессирован. Арестован 2 июня 1937 г. и по обвинению в шпионаже расстрелян. Похоронен на полигоне НКВД «Коммунарка» 28 октября 1937 г.
Реабилитирован Верховным Советом СССР 26 мая 1956 г.

## Семья
В 1920 году, находясь в России, встретился и женился на Розе Фитинговой, помощнице одного из личных секретарей Ленина, Лидии Фотиевой. Роза Фитингов была членом РКП(б) с 1918 года. В семье родилось двое детей: сын по имени Гора и дочь по имени Майя. Гора Мукерджи погиб в 1942 году, сражаясь с фашистами в Сталинградской битве. Жена Роза была позже переводчиком М. Роя

## Избранные публикации
- Индустриализация Индии и рост рабочего движения // КИП. 1922. № 2. С. 162—167;
- Современная Индия // Международная летопись. 1925. № 6/7. С. 65-72;
- Распределение дохода в Индии // Там же. 1925. № 10-11. С. 75-96;
- Белый террор в Индии. М., 1925;
- Обзор событий в Индии: (Экон. причины инд.-мусульм. борьбы) // МХиМП. 1926. № 4. С. 110—113;
- Аграрный кризис и британская политика в Индии // Там же. 1927. № 12. С. 70-82;
- Аграрная Индия / Пер. с англ. рукописи С. Вольского. Ред. Е. Б. Пашуканис. М., 1928;
- Англия и Индия. М.; Л., 1929;
- Крестьянское движение в Индии. М., 1930;
- Селянський рух в Iндii // СС. 1930. № 4/5. С. 3-24;
- Националистическое движение и кризис в Индии // МХиМП. 1930. № 3. С. 78-93;
- Индия: Сб. ст. М., 1931 (ред., совм. с И. Рейснером и С. Яковлевым);
- Индусская конституция: Демократия или диктатура? // РН. 1933. № 7. С. 74-82;
- Аграрные отношения и кризис сельского хозяйства в Индии // Материалы по национально-колониальным проблемам. 1934. № 5. С. 36-64;
- Хрестоматия по древней истории: Пособие для преп. ср. школы / Под редакцией В. В. Струве. М., 1936. С. 102—121 (пер. текстов с санскрита).